# Гладкий Кирило Семенович
Кирило Семенович Гладкий (*1756—†1831) — цивільний губернатор Херсонський та Катеринославський, дійсний статський радник.

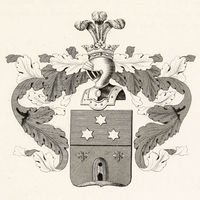
Герб дворянський Гладкого

Герб Гладкого внесений в Частину 10 Загального гербовника дворянських родів Всеросійської імперії, стор. 150.

## Біографія
Народився в 1756 або 1759 році (за формулярним списком в 1791 р. йому було 32 роки), за походження з бідної дворянської сім'ї (за словами A. M. Фадєєва був сином простого малоросійського селянина). Не отримавши належної освіти, зобов'язаний швидким просуванням по службі лише своєму природному розуму та прекрасним здібностям (A. M. Фадєєв наводить інше пояснення причин службових успіхів).
Почав службу 10 травня 1771 р. в Дніпровскому пікінерному полку капралом, 27 вересня 1782 р. отримав чин прапорщика, перейшов потім на цивільну службу на посаду секретаря 1-го департаменту Катеринославського губернського магістрату з чином провінціального секретаря (15 березня 1784 р.). 12 вересня 1785 р. призначений у колежські секретарі, 28 серпня 1790 р. переведений асесором в Катеринославську кримінальну палату, та в 1791 р. призначений в колежські асесори. В 1795 р. його призначено радником Новоросійського губернського правління; в 1796 р. — надвірний радник, в 1799 р. — колежський радник, в 1800 р. — статський радник.
В 1802 р. Гладкий призначений головою Слобідсько-Української кримінальної палати; в 1803 р. переведений головою Херсонської кримінальної палати, а в 1804 р. призначений у дійсні статські радники. В 1805 р. його призначено Херсонським цивільним губернатором, а в 1808 р. — Катеринославським. 22 січня 1816 р. Гладкий звільнений з посади, із зарахуванням до Герольдії, в 1819 р. внаслідок стану здоров'я вийшов у повну відставку. В останні роки життя хворів на невиліковну хворобу.
Помер 27 грудня 1831 р. в м. Катеринославі. Був кавалером орденів: св. Анни 1-го ст. (1807 р., з алмазами 1811 р.) і 2-го ст. (1805 р.) та св. Володимира 2-го ст. (1812 р.) та 4-го ст. (1794 р.). В 1791 р. внесений в 1-шу частину книги родоводу Катеринославського намісництва.